# 5905 Johnson
Johnson (asteroide 5905) é um asteroide da cintura principal, a 1,7731048 UA. Possui uma excentricidade de 0,0718511 e um período orbital de 964,42 dias (2,64 anos).
Johnson tem uma velocidade orbital média de 21,54936037 km/s e uma inclinação de 27,51831º.
Este asteroide foi descoberto em 11 de fevereiro de 1989 por Eleanor Helin.